# 内藤博之 (天文家)
内藤 博之（ないとう ひろゆき）は福岡県出身の日本の天文学者。新星研究者。現在はなよろ市立天文台きたすばる職員。

## 人物
学生時代から南阿蘇ルナ天文台やみさと天文台で星空案内を行っていた。九州大学博士課程中退後、兵庫県立西はりま天文台公園、イタリアのアジアゴ天文台で天体観測に携わったのち、名古屋大学理学研究科研究員時代に九州大学より博士号を取得。博士論文は『Observational study of the extremely slow nova V1280 Scorpii（極めて進化の遅い新星V1280 Scorpiiの観測的研究）』。ニュージーランドのマウントジョン天文台でMOAプロジェクトの重力マイクロレンズ法による系外惑星探索にも携わった。名古屋大学理学研究科特任助教を経て現職。
兵庫県立西はりま天文台公園研究員だった2007年9月10日に、当時国内最大の望遠鏡であった2m望遠鏡「なゆた望遠鏡」を使った観測により、くじら座の銀河MCG -01-5-2に18.6等の超新星SN 2007igを発見した。この銀河までの距離は約5億光年で、国内で発見した超新星としては当時最遠のものであった。この功績により、2008年に日本天文学会より天体発見賞を授与された。